# Victricio di Rouen
Vittricio di Rouen, o Victricio (Victrice in francese, Victricius in latino; 330 circa – 417), era un militare dell'esercito imperiale romano che, convertitosi al cristianesimo, lasciò le armi e divenne vescovo di Rouen; è venerato come santo dalla Chiesa cattolica.
Fu uno dei primi vescovi di Rouen, amico di san Martino di Tours, fu missionario nell'Artois e nelle Fiandre ed organizzò le prime parrocchie rurali nell'arcidiocesi di Rouen. Egli ingrandì il piccolo santuario della città per ospitare le numerose reliquie.

## Biografia
Victricio nacque in Gallia, ai confini dell'Impero romano qualche anno prima del concilio di Nicea.
Durante la sua giovinezza prestò servizio nell'esercito romano ma, temendo i pericoli che correva lo stato nel quale era stato arruolato, si risolse ad abbandonare la carriera militare. Nel corso di una rivista generale, si presentò di fronte al Tribuno militare e si spogliò delle armi in sua presenza, dichiarando di rinunciare al servizio e chiedendo il proprio congedo. Il tribuno, irritato da questo comportamento, fece straziare a colpi di frusta e di bastone e poi lo fece imprigionare, ove rimase fino all'arrivo dell'intendente militare venuto al campo a giudicarlo.
Victricio gli dichiarò che, essendo egli divenuto soldato di Cristo, riteneva di doversi ritirare dall'esercito per servire Gesù più liberamente. L'intendente militare, poco soddisfatto delle sue risposte, lo fece torturare per obbligarlo a riprendere le armi. Vedendo che i suoi sforzi erano inutili, lo condannò alla decapitazione.
San Paolino ci narra che Dio compì miracoli per liberare il Suo servitore. Questo santo riferisce che il carnefice che conduceva Victricio al supplizio, avendo posto la sua mano sul collo, come per segnare il punto ove colpirlo, perse istantaneamente la vista e questo incidente gli impedì di procedere all'esecuzione. Victricio fu ricondotto in prigione e Dio fece un altro miracolo in suo favore. Alle sue mani erano stati applicati ferri che lo serravano fino all'osso. Victricio pregò i suoi guardiani di allentargliele un poco ed essi videro i ferri cadere dalle sue mani. Essi non osarono più rimettergli i ferri ma corsero spaventati a raccontare questo evento straordinari all'intendente che rese la libertà a Victricio.
Non si sa ove egli si fosse ritirato dopo questo episodio né quanto tempo egli avesse passato in preghiera e penitenza prima di diventare vescovo verso il 390. San Paolino lo vide a Vienne nel Delfinato e si raccomandò alle sue preghiere come ad una persona favorita dal cielo e fra le più stimate come santo a quei tempi.
La Cattedrale di Rouen divenne, sotto Victricio, una nuova Gerusalemme, ove si ammiravano un gran numero vergini degne di Cristo. Così la città di Rouen, che era allora poco nota anche nelle province vicine, divenne celebre come quelle più rinomate.
Si ritiene che Victricio sia morto nel 417. La sua tomba fu teatro di numerosi miracoli ed oggetto di grande venerazione.
Alla fine del IX secolo, con lo scopo di proteggere le reliquie dalle invasioni normanne, queste furono trasportate al forte di Braine (vicino a Soissons), ove furono tenute fino alla Rivoluzione francese. Fu solo nel 1865 che il cardinale de Bonnechose, arcivescovo di Rouen, procedette alla loro traslazione.

## Fonti
in francese:
- Vies des Saints, Tours, 1861, pag. 430;
- Henri Congnet, Notice sur la translation des reliques de Saint Yved et  Saint Victrice en la ville de Braine, Paris, 1865;
- Historiographie Sulpice-Sevère et Saint-Paulin de Nole.